# Bataille de Giornico
La bataille de Giornico, également connue sous le nom de bataille de Sassi Grossi (des Grosses Pierres), eut lieu dans l'actuel canton du Tessin le 28 décembre 1478. 
Elle fut due au non-respect de la promesse faite en 1466 par le duc de Milan, Galéas Marie Sforza, de rendre aux Uranais le territoire de la Léventine. En novembre 1478, les troupes uranaises se dirigèrent vers le sud et passèrent le col du Saint-Gothard puis entamèrent le siège de la ville de Bellinzone (dès le 30 novembre 1478). Les Confédérés tentèrent de s'introduire dans la forteresse via une brèche au sud mais ne parvinrent pas à faire tomber la ville.
Les troupes du duc de l'époque, Jean Galéas Sforza, fortes de 10 000 hommes, furent envoyées dans la région afin de repousser les Uranais, mais un régiment composé de près de 600 confédérés réussit à résister et vaincre les Milanais.
Le conflit se termina par l'abandon de la Léventine aux Uranais. Le duc de Milan conserva toutefois les territoires de Bellinzone.